# Eva Bartoňová (fotbalistka)
Eva Bartoňová (* 17. října 1993 Jilemnice) je česká fotbalistka, která hraje na pozici obránce.

## Kariéra

### Klubová kariéra
S fotbalem začínala ve sportovním klubu ve Studenci, pokračovala v Hradci Králové a v roce 2009 přestoupila do Sparty. Za rok 2008 byla vyhlášena talentem roku v ženském fotbale. Ve Spartě hrála do roku 2016, kdy přestoupila klubu SK Slavia Praha. Ve Slavii odehrála tři sezóny a v srpnu 2019 přestoupila do italského Interu Milán, se kterým hraje ženskou Serii A.

### Reprezentace
V letech 2008–2012 nastupovala v českých mládežnických reprezentacích, ve kterých nastoupila do celkem 27 zápasů, v nichž vstřelila 21 gólů. Od roku 2010 nastupuje také pravidelně za dospělou ženskou reprezentaci. K březnu 2020 v ní odehrála 55 utkání, ve kterých dala 4 branky. V roce 2012 nastoupila také do dvou utkání za českou ženskou futsalovou reprezentaci.